# Destacamentos Populares 5 de Abril
Los Destacamentos Populares 5 de Abril (DP-5A) fueron un grupo chileno, autoproclamado como el “brazo armado” del Partido Socialista-Almeyda (PS-Almeyda), pero sin ser seguidos por otras corrientes y facciones del PS, llegando a provocar tensiones dentro del partido. La guerrilla fue nombrada en honor a la batalla de Maipú ocurrida el 5 de abril de 1818, la cual fue decisiva en la independencia de Chile.
El grupo nunca llegó a operar en la práctica. Los miembros del grupo eran conocidos como "comanches".

## Historia
El grupo nació el 1 de abril de 1986 donde miembros del PS-Almeyda y PS-Dirección Colectiva  apostaban a la lucha armada para derrocar a la dictadura militar del general Pinochet, llamando a los militantes sin importar credo, condición social o variante ideológica. En su organización y manera de reclutar toma inspiración en Grupos de Combate de la Clase Obrera. El grupo planeaba con la milicia una operación de transformación política y social, destinadas para "crear las condiciones" para crear alianzas y en dado caso poder negociar una entrada a los registros electorales. La organización también llegó a enviar combatientes a ser parte del Ejército Popular Sandinista (EPS), para contrarrestar a los Contras, además de basar gran parte de sus ideales en la Revolución Sandinista.
Según documentos de la época, el grupo nunca llegó a operar propiamente tal, solamente organizando foros y encuentros de discusión contra la dictadura y apoyando marchas antipinochetistas; el único accionar que tuvieron se remonta a agosto de 1986, en donde un comando del DP-5A hizo el asalto las oficinas del United Press International con el objetivo de "efectuar una acción de propaganda armada". Tuvieron un órgano de difusión oficial llamado «Pueblo Unido».
A finales de los años 1980 el DP5A organizó movilizaciones y protestas contra la dictadura militar, apoyando causa diversas, especialmente estudiantiles y obreras. Después del resultado a favor de la opción No del plebiscito nacional de 1988, el grupo se autodesintegró.

## Rerefencias
1. 1 2 3  Destacamentos Populares 5 de Abril (1986). «Pueblo Unido Nº4».
2. 1 2 3  «INTELECTUALES Y REVISTAS EN EL EXILIO CHILENO: LOS CASOS DE CHILE-AMÉRICA, CONVERGENCIA Y CUADERNOS DE ORIENTACIÓN SOCIALISTA, 1974-1989». 2019.
3. 1 2 3 4  Destacamentos Populares 5 de Abril (1986). «Pueblo Unido Nº9».
4. 1 2  «Militancia, facciones y juventud en el Partido Socialista Almeyda (1979-1990)». Scielo ediciones. Consultado el 12 de diciembre de 2020.
5. ↑  Editor (23 de agosto de 2019). «Marcelo Barrios y el gatillo fácil de la Armada». El Porteño. Consultado el 5 de junio de 2023.
6. ↑  «Manifiesto a la nación». Cedema (PDF). Consultado el 12 de diciembre de 2020.
7. ↑  «Clases particulares de terror sicológico». Revista Jupiter. Consultado el 12 de diciembre de 2020.
8. ↑  «La renovación de la izquierda chilena durante la dictadura». Mago Editores. Consultado el 12 de diciembre de 2020.
9. ↑  «COMPAÑEROS, A LAS ARMAS: COMBATIENTES CHILENOS EN CENTROAMÉRICA (1979-1989)». Centros de Estudios Públicos en Chile (PDF). Consultado el 12 de diciembre de 2020.
10. ↑  «Comunicado Publico No.4». Cedema (PDF). Consultado el 12 de diciembre de 2020.

- Datos: Q104154290